# Paul Davis (cantante)
Paul Lavon Davis (Meridian, 21 aprile 1948 – Meridian, 22 aprile 2008) è stato un cantautore, pianista e tastierista statunitense, noto particolarmente negli anni settanta e i primi anni ottanta, durante i quali pubblicò i singoli I Go Crazy (1977) e '65 Love Affair (1981), i quali si piazzarono rispettivamente al 7º e 6º posto nella Billboard Hot 100.

## Biografia

### Gli inizi
Appassionato di musica e studente autotidatta di pianoforte, in gioventù Davis fu membro di una band soul chiamata The Six Soul Survivors, e nel 1966 in un'altra, The Endless Chain.

### Gli anni '70 e il successo con Bang Records
Nel 1969 Ilene Berns, vedova di Bert Berns, lo scritturò per la Bang Records, etichetta fondata dal marito quattro anni prima. Nel 1970 venne pubblicato il primo singolo di Davis, una cover della popolare A Little Bit of Soap dei The Jarmels, il quale raggiunse la posizione 52 nella classifica Billboard Pop 100. Poco dopo, quello stesso anno, vide la luce il suo primo album, A Little Bit of Paul Davis. Due anni dopo fu pubblicato il secondo album, l'omonimo Paul Davis. Nel 1974 venne pubblicato il terzo album, Ride 'Em Cowboy, 19º album country più venduto dell'anno. Dopo un altro album (Southern Tracks & Fantasies, 1976), Davis pubblicò Singer of Songs: Teller of Tales nel 1977. L'album si posizionò 82º nella Billboard 200, trascinato dal successo del singolo I Go Crazy, il quale raggiunse la 7ª posizione nella Billboard Hot 100 e vi rimase per 28 settimane consecutive, più altre 40 in posizioni inferiori (per la classifica un record assoluto di permanenza). Nel 1980 pubblicò Paul Davis (solo omonimo a quello uscito otto anni prima), il suo ultimo album per Bang Records, che chiuse i battenti nel 1981.

### Gli anni '80: il passaggio a Arista Records e il ritiro
Sempre nel 1981 Davis venne scritturato da un'altra etichetta, Arista Records, che quello stesso anno pubblicò il suo settimo ed ultimo album in studio: Cool Night. L'album fu un grande successo, trascinato dai singoli Cool Night (11ª posizione nella Billboard Hot 100), '65 Love Affair (6ª posizione) e Love or Let Me Be Lonely (40ª posizione), quest'ultima cover dei The Friends of Distinction.
Nonostante il grande successo, Cool Night fu l'ultimo album in studio di Paul Davis, il quale si ritirò dalla scena musicale nel 1982. Tuttavia per il resto del decennio contribuì al successo di altri artisti, duettando nel 1986 con Marie Osmond in You're Still New to Me (1ª posizione nella Billboard Hot 100), e nel 1988 con Tanya Tucker e Paul Overstreet in I Won't Take Less Than Your Love (anch'esso in 1ª posizione). Inoltre, nel 1985, scrisse per l'amico Dan Seals Meet Me in Montana, che ne registrò un duetto con Marie Osmond che raggiunse la 1ª posizione su Billboard Hot 100. Nel 1986, sempre per l'amico Dan Seals, scrisse il brano Bop, il quale anch'esso raggiunse il 1º posto.

### Gli ultimi anni
Nel corso degli anni novanta, Davis fu fortemente influenzato dalla musica elettronica. Acquistò numerosi sintetizzatori e passò gran parte del suo tempo libero nella sua casa, a comporre musica che sperava sarebbe potuto essere inclusa in film futuri. Negli anni duemila tornò alla musica soul/country, registrando due nuovi brani, You Ain't Sweet Enough e Today.
Il cantautore morì il 22 aprile 2008 (un giorno dopo il suo 60º compleanno) nella sua casa, stroncato da un arresto cardiaco.

## Discografia

### Album studio
- A Little Bit of Paul Davis (1970)
- Paul Davis (1972)
- Ride 'Em Cowboy (1974)
- Southern Tracks & Fantasies (1976)
- Singer of Songs: Teller of Tales (1977)
- Paul Davis (1980)
- Cool Night (1981)

### Raccolte
- The Best of Paul Davis (1982)
- Sweet Life: His Greatest Hit Singles (1999)
- The Best of Paul Davis (2011)

### Singoli
- A Little Bit of Soap (1970)
- I Just Wanna Keep It Together (1970)
- Can't You Find Another Way (Of Doing It) (1970)
- Boogie Woogie Man (1973)
- Ride 'Em Cowboy (1974)
- Keep Our Love Alive (1975)
- Thinking of You (1976)
- Superstar (1976)
- I Go Crazy (1977)
- Sweet Life (1978)
- Darlin' (1978) (con Susan Collins)
- Do Right (1980)
- Cry Just a Little (1980)
- Cool Night (1981)
- '65 Love Affair (1982)
- Love or Let Me Be Lonely (1982)

### Altre apparizioni
- Marie Osmond – I Only Wanted You (1986)
- Marie Osmond – You're Still New to Me (1986)
- Tanya Tucker – Love Me Like You Used To (1987)
- Tanya Tucker – Paul Overstreet (1988)
- Marie Osmond – All in Love (1988)